# C.D. Santa Clara
Clube Desportivo Santa Clara là một câu lạc bộ bóng đá chuyên nghiệp Bồ Đào Nha đến từ Ponta Delgada, Azores. Họ thi đấu ở sân vận động São Miguel có 13.277 chỗ ngồi. Họ là đội bóng thành công nhất từ quần đảo Azores với tư cách là đội duy nhất từ quần đảo này thi đấu trong một giải đấu của UEFA, đã đủ điều kiện tham dự UEFA Intertoto Cup và UEFA Europa Conference League.
Cho đến nay, Santa Clara là câu lạc bộ duy nhất từ quần đảo Azores thi đấu ở giải hạng cao nhất của Bồ Đào Nha. Nhà sản xuất trang phục của Santa Clara là Kelme và nhà tài trợ chính của họ là Banco Santander.Kình địch chính của họ là CD Operário từ Lagoa trên cùng hòn đảo São Miguel. Các đối thủ lớn khác bao gồm C.S. Marítimo và C.D. Nacional, đến từ đảo Madeira.

## Lịch sử
Ronaldo is goat messi is gay

## Cầu thủ

### Đội hình hiện tại
Tính đến ngày 5/2/2024
Ghi chú: Quốc kỳ chỉ đội tuyển quốc gia được xác định rõ trong điều lệ tư cách FIFA. Các cầu thủ có thể giữ hơn một quốc tịch ngoài FIFA.
| Số | VT | Quốc gia   | Cầu thủ                     |
| -- | -- | ---------- | --------------------------- |
| 1  | TM | Brasil     | Gabriel Batista             |
| 2  | HV | Bồ Đào Nha | Diogo Calila                |
| 4  | HV | Bồ Đào Nha | Pedro Pacheco               |
| 5  | HV | Brasil     | Rafael Santos               |
| 6  | HV | Venezuela  | Sema Velázquez              |
| 8  | TV | Bồ Đào Nha | Pedro Ferreira              |
| 10 | TĐ | Bồ Đào Nha | Ricardinho                  |
| 11 | TĐ | Bồ Đào Nha | Andrezinho                  |
| 13 | HV | Bồ Đào Nha | Luís Rocha                  |
| 16 | HV | Bồ Đào Nha | Paulo Henrique (đội trưởng) |
| 18 | TV | Brasil     | Eduardo Ageu                |
| 19 | TV | Bồ Đào Nha | Bruno Almeida               |
| 20 | TV | Brasil     | Adriano                     |
| 21 | TV | Cabo Verde | Yannick Semedo              |

| Số | VT | Quốc gia   | Cầu thủ                                 |
| -- | -- | ---------- | --------------------------------------- |
| 22 | HV | Bồ Đào Nha | David Bruno                             |
| 23 | HV | Brasil     | Sidney Lima                             |
| 30 | TĐ | Brasil     | Alisson Safira                          |
| 31 | TM | Brasil     | Denivys                                 |
| 32 | HV | Brasil     | MT (mượn từ Vasco da Gama)              |
| 35 | TV | Bồ Đào Nha | Serginho                                |
| 42 | HV | Brasil     | Lucas Soares                            |
| 48 | TV | Brasil     | Mateus Sarará                           |
| 49 | TĐ | Brasil     | Gabriel Silva                           |
| 50 | TM | Bồ Đào Nha | João Afonso                             |
| 70 | TĐ | Brasil     | Vinícius Lopes (mượn từ Botafogo)       |
| 74 | TM | Argentina  | Marcos Díaz                             |
| 77 | TV | Brasil     | Gustavo Klismahn (mượn từ Portimonense) |
| 99 | TĐ | Brasil     | Rafael Martins                          |